# Scrittura gaelica

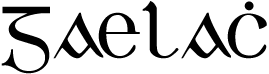
Esempio di scrittura gaelica

Il termine scrittura gaelica è la traduzione dall'irlandese della frase cló Gaelach (pronunciata /kɫ̪oː ˈɡeːɫ̪əx/) che fa riferimento ad una famiglia di caratteri della scrittura insulare usati per scrivere l'irlandese e usati tra il XVI ed il XX secolo. Talvolta tutti i caratteri gaelici vengono definiti celtici o onciali.

## Caratteristiche

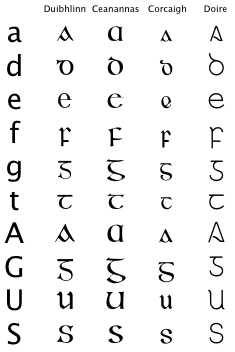
Alcuni caratteri gaelici

Oltre le 26 lettere dell'alfabeto latino i caratteri gaelici includono tutte le vocali con accento acuto (Áá Éé Íí Óó Úú) così come un insieme di consonanti con il punto sovrascritto (Ḃḃ Ċċ Ḋḋ Ḟḟ Ġġ Ṁṁ Ṗṗ Ṡṡ Ṫṫ), e il segno tironiano “et” "⁊", usato per agus 'e' in irlandese. I caratteri gaelici comprendono anche la forma insulare delle lettere s e r, ed anche un certo numero di legature utilizzate nei primi esempi di stampa gaelica e derivate dalla tradizione dei manoscritti. La i minuscola è segnata senza punto (da non confondere con la ı turca) e le lettere d, f, g e t hanno la forma insulare.
Molti dei caratteri gaelici moderni includono la forma gaelica per le lettere j, k, q, v, w, x, y e z, tipicamente comprendono anche le vocali delle altre Lingue celtiche. Fanno distinzione anche tra & e ⁊ (così come la stampa tradizionale), sebbene alcuni fonts moderni, in modo errato, sostituiscano la E commerciale con la nota tironiana in quanto entrambe valgono e.

## Origine

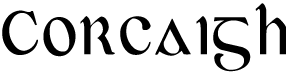
La parola "Corcaigh" nel font gaelico che ha lo stesso nome.

Il primo carattere gaelico fu creato nel 1571 per un catechismo commissionato da Elisabetta I per convertire gli irlandesi al culto protestante.

## Uso
La stampa in scrittura gaelica rimane comune in Irlanda fino alla metà del XX secolo. Oggi viene usata solamente per stampe decorative; ad esempio, un certo numero di giornali irlandesi continua a stampare il nome della testata in scrittura gaelica ed è anche molto usato per le insegne dei pub, le cartoline di auguri e la segnaletica. Il grammatico della lingua cornica Edward Lhuyd usò la forma gaelica delle consonanti per indicare suoni quali [ð] e [θ].

## La scrittura gaelica nell'Unicode
In Unicode la G insulare, segno "ᵹ" (), e codificata unicamente perché è usata di regola al posto del carattere (non gaelico) latino per alcune funzioni, di solito per delle trascrizione fonetiche.

## Esempi

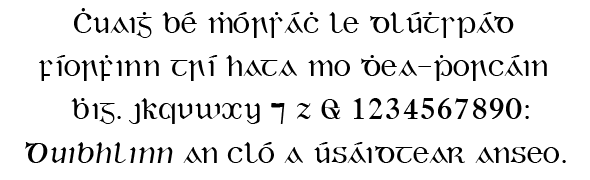
Duibhlinn (font digitale, 1993, basato sulla serie Monotype 24 A, 1906)

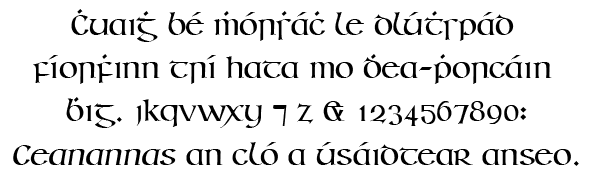
Ceanannas (font digitale 1993, basato sulla scrittura del Book of Kells da Arthur Baker.

La prima frase irlandese nelle due figure recita: Chuaigh bé mhórshách le dlúthspád fíorfhinn trí hata mo dhea-phorcáin bhig, è un pangramma che significa 'Una donna molto soddisfatta vuole una vanga spessa e veramente bianca dal cappello del mio piccolo, bello e grassoccio maiale'. La seconda frase recita Duibhlinn/Ceanannas an cló a úsáidtear anseo 'Duibhlinn/Ceannanas è il carattere qui usato'. La seconda frase usa la forma accorciata delle lettere r e s; la prima usa le forme lunghe.